# Jānis Krūmiņš
Jānis Krūmiņš (russo:Янис Янович Круминьш; Raiskums, 30 de janeiro de 1930 - Riga, 20 de novembro de 1994) foi um basquetebolista letão que jogou no ASK Riga tricampeão da Euroliga entre 1958 e 1960 e também na Seleção Soviética nas conquistas de medalha de prata nos Jogos Olímpicos de 1956, 1960 e 1964.

## Histórico Seleção Soviética
Krūmiņš foi campeão soviético com o ASK Riga de Gomelsky em 1955 e no ano seguinte já era o pivô titular da Seleção Soviética  nos Jogos Olímpicos de 1956 em Melbourne na Austrália. Sempre vestindo a camisa 9, venceu 3 Eurobaskets, 3 medalhas de prata em Jogos Olímpicos.
| Competição         | Local     | PJ | Pts | 2P M-A | FP | RK |
| ------------------ | --------- | -- | --- | ------ | -- | -- |
| Olimpíadas de 1956 | Melbourne | 5  | 52  | 18/22  | 11 | 2º |
| Mundial de 1959    | Santiago  | 8  | 75  | 25/35  | 23 | 6º |
| EuroBasket de 1959 | Istambul  | 9  | 124 | 26/42  | 28 | 1º |
| Olimpíadas de 1960 | Roma      | 6  | 31  | 15/26  | 11 | 2º |
| EuroBasket de 1961 | Belgrado  | 6  | 47  | 17/24  | 4  | 1º |
| EuroBasket de 1963 | Wroclaw   | 7  | 83  | 17/24  | 13 | 1º |
| Olimpíadas de 1964 | Tóquio    | 9  | 75  | 29/50  | 22 | 2º |